# Сотницкое (Киевская область)
Сотницкое (укр. Сотницьке; до 2024 года — Переможец) — село, входит в Броварскую городскую общину Броварского района Киевской области Украины.
Население по переписи 2001 года составляло 53 человека. Почтовый индекс — 07454. Телефонный код — 4594. Занимает площадь 0,33 км².

## Местный совет
07454, Киевская обл., Броварский р-н, с. Требухов, ул. Гоголевская, 5